# Daniel Sturla
Daniel Fernando Sturla Berhouet (Montevideo, 4 de julio de 1959), sacerdote salesiano uruguayo y cardenal prelado de la Iglesia católica.

## Primeros años
Daniel Fernando Sturla Berhouet nació el 4 de julio de 1959 en el Hospital Italiano de Montevideo, siendo el menor de los cinco hijos del matrimonio formado por un abogado y una ama de casa. Desciende de inmigrantes italianos por línea paterna y de vascofranceses por la materna. Su padre era un católico devoto y miembro de Acción Católica, mientras que su madre, proveniente de una familia de raigambre batllista, era agnóstica.
Criado en los barrios de Cordón y Pocitos, cursó sus estudios primarios y secundarios en el Colegio San Juan Bautista, afiliado a los Hermanos de la Sagrada Familia de Belley, y el bachillerato en el Instituto Preuniversitario Salesiano Juan XXIII. Sus padres fallecieron durante su adolescencia, con tres años de diferencia, por lo que quedó al cuidado de sus hermanos mayores.
Tras finalizar sus estudios de bachillerato, se matriculó en la Universidad de la República para estudiar abogacía, y a los diecinueve años tras desempeñarse como catequista y formar parte de diferentes grupos misioneros, decidió entrar en el noviciado salesiano.
Uno de sus hermanos, Héctor Martín Sturla, fue Representante Nacional por el Partido Nacional desde la vuelta a la democracia en 1985 hasta su muerte a los 37 años en 1991.

## Carrera eclesiástica
Sturla ingresó al noviciado de la Pía Sociedad de San Francisco de Sales a fines de los años 1970. Profesó sus votos religiosos el 31 de enero de 1980, y luego continuó estudios en filosofía y ciencias de la educación en el Instituto Miguel Rúa, perteneciente a la congregación. Se desempeñó como consejero estudiantil en Talleres Don Bosco y cursó una licenciatura en el Instituto Teológico del Uruguay, perteneciente a la arquidiócesis de Montevideo.
Sturla fue ordenado sacerdote el 21 de noviembre de 1987. Trabajó en diferentes obras sociales, como el Movimiento Taucrú, organización salesiana de ayuda a personas de bajos recursos. En 2003 fue nombrado director del Instituto Preuniversitario Salesiano Juan XXIII.
El 10 de diciembre de 2011 fue nombrado obispo titular de Phelbes y obispo auxiliar de Montevideo por el papa Benedicto XVI.
A fines de 2013, su antecesor, Nicolás Cotugno, presentó renuncia por razones de edad. Se manejaron varios nombres para reemplazarlo, entre otros, los obispos Alberto Sanguinetti, Arturo Fajardo y Carlos Collazzi. El 11 de febrero de 2014 Sturla fue nombrado arzobispo de Montevideo por el papa Francisco.
El 9 de marzo de 2014 se celebró una misa en la que asumió oficialmente el cargo de arzobispo. Se convirtió así en el séptimo sacerdote en ocupar este cargo. La misa, celebrada en la Catedral de Montevideo, contó con la presencia de varias figuras destacadas en el ámbito de la política, como el entonces presidente de la República, José Mujica, el expresidente Luis Alberto Lacalle, el senador Pedro Bordaberry y la intendenta de Montevideo, Ana Olivera. También asistieron miembros reconocidos de las fuerzas armadas y feligreses de otros credos, como la Iglesia Evangélica y la Comunidad Judía.
El 4 de enero de 2015 se anunció su designación como cardenal de la Iglesia católica, el segundo uruguayo después de Mons. Antonio María Barbieri. Fue creado cardenal por el papa Francisco en el consistorio del 14 de febrero de ese mismo año.
El 17 de marzo de 2015 fue nombrado miembro de la Congregación para los Institutos de Vida Consagrada y Sociedades de Vida Apostólica y del Pontificio Consejo para la Promoción de la Nueva Evangelización.
El 16 de julio de 2015 fue nombrado miembro de la Pontificia Comisión para América Latina.
El 10 de marzo de 2020 fue nombrado miembro de la comisión cardenalicio de la Administración del Patrimonio de la Sede Apostólica ad quinquennium.
El 17 de marzo de 2020 fue nombrado miembro de la Congregación para los Institutos de Vida Consagrada y las Sociedades de Vida Apostólica in aliud quinquennium.
El 7 de diciembre de 2020 fue nombrado miembro de la Pontificia Comisión para América Latina  in aliud quinquennium.
El 3 de mayo de 2022 fue nombrado miembro de la Congregación para el Culto Divino y la Disciplina de los Sacramentos ad quinquennium.
En el seno de la Iglesia uruguaya se lo considera un moderado, y se destacan su juventud y su compromiso social. Diversas colectividades religiosas invitan a Sturla a sus festividades, haciendo que lleve una agitada agenda de actividades. Por esta razón, se lo logra ver comúnmente convocado a populares iglesias de Montevideo, y no tanto ejerciendo como párroco De la Catedral Metropolitana.

## Controversias
En 2018, cuando se le preguntó sobre el escándalo de abusos sexuales a menores en el seno de la Iglesia Católica, Sturla reconoció la existencia de dichos abusos y los calificó como una tragedia, para posteriormente matizar su postura declarando que en general no ha sido un tema con niños sino con adolescentes menores y que si bien no le quita gravedad al tema, una cosa es la letra grande y otra cosa es la letra chica.
El 23 de mayo de 2021, Sturla concurrió al multitudinario velatorio del recientemente fallecido Jorge Larrañaga a la espera de un resultado de hisopado, el cual confirmaría luego era positivo de COVID-19. Por estas acciones, el cardenal fue multado con 30 unidades reajustables (aproximadamente 40.000 pesos uruguayos) por el Ministerio de Salud Pública.

## Obras
- 1916-1917: Separación de la Iglesia y el Estado en el Uruguay, Instituto Teológico del Uruguay Mariano Soler, Libro Anual, 1993
- ¿Santa o de Turismo? Calendario y secularización en el Uruguay, Instituto Superior Salesiano, colección Proyecto Educativo, 2010